# VDI 6032

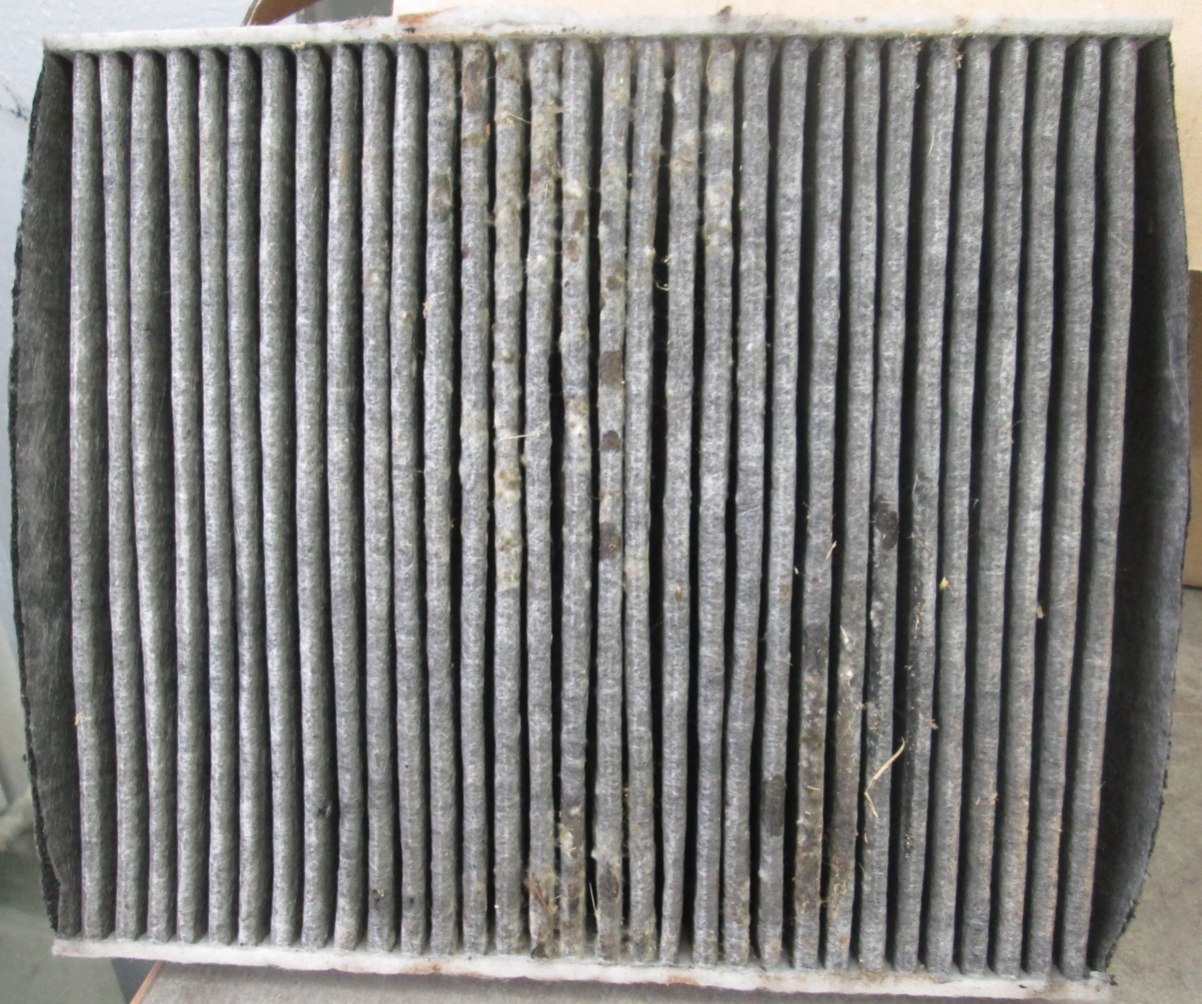
Zu spät getauschter (Kabinen)Luft-/ Pollenfilter

Die Richtlinie VDI 6032 Lufttechnik, Luftqualität in Fahrzeugen - Hygieneanforderungen an die Lüftungstechnik (ehem. Hygiene von Lüftungsanlagen in Fahrzeugen) des Vereins Deutscher Ingenieure gilt für raumlufttechnische Lüftungsanlagen und Luftbehandlungsanlagen – auch RLT-Anlagen sowie Klimaanlagen genannt – in Fahrzeugen zur Personenbeförderung. Als Stand der Technik beschreibt sie in ihren unterschiedlichen Blättern die Handlungsempfehlung zur hygienischen Wartung der Bauteile, wie Filterbox und Umgebung, Lüftungskanäle und Verdampfer, den Austausch einzelner Komponenten, wie den Pollenfilter die aufgrund ihrer regelmäßigen Verwendung verschmutzen, verkeimen und demnach fachmännisch nach dem aktuellen Stand der Technik der Hygieneanforderungen von Lüftungsanlagen in Bahn, Bus, Flugzeug, Lkw, Pkw und auf Schiffen zu reinigen sind. Dieser Hygienestandard beendet eine hygienische Leerstelle in der Automobilbranche. Denn nicht regelmäßig gereinigte raumlufttechnische Anlagen sind ein gefährdendes Gesundheitsrisiko.
Ausgenommen sind militärische Fahrzeuge. Seit 2004 wurde diese Richtlinie mehrere Male aktualisiert und überarbeitet. Die VDI-Richtlinie ist eine anerkannte Regel der Technik. In einem Schadensfall, bei fehlerhafter Reinigung prüfen die Gutachter zur Beurteilung der Haftung, ob die aktuelle Richtlinie VDI 6032:2024 in vollem Umfang korrekt eingehalten wurde. Die VDI 6032 wurde 2015 in englischer und deutscher Sprache vom Fachbereich technische Gebäudeausrüstung des VDI herausgegeben und veröffentlicht. Seit 2020 wurde sie erneut nach aktuellem Stand der Technik vom Fachbereich Fahrzeugtechnik des VDI überarbeitet. „Der aktualisierte Stand der Technik stellt wichtige Empfehlungen bereit für Fahrzeughersteller, Konstruktionsverantwortliche, Zulieferer, Fuhrparkverantwortliche, Arbeitgeber und Kfz-Werkstätten.“

## Historie

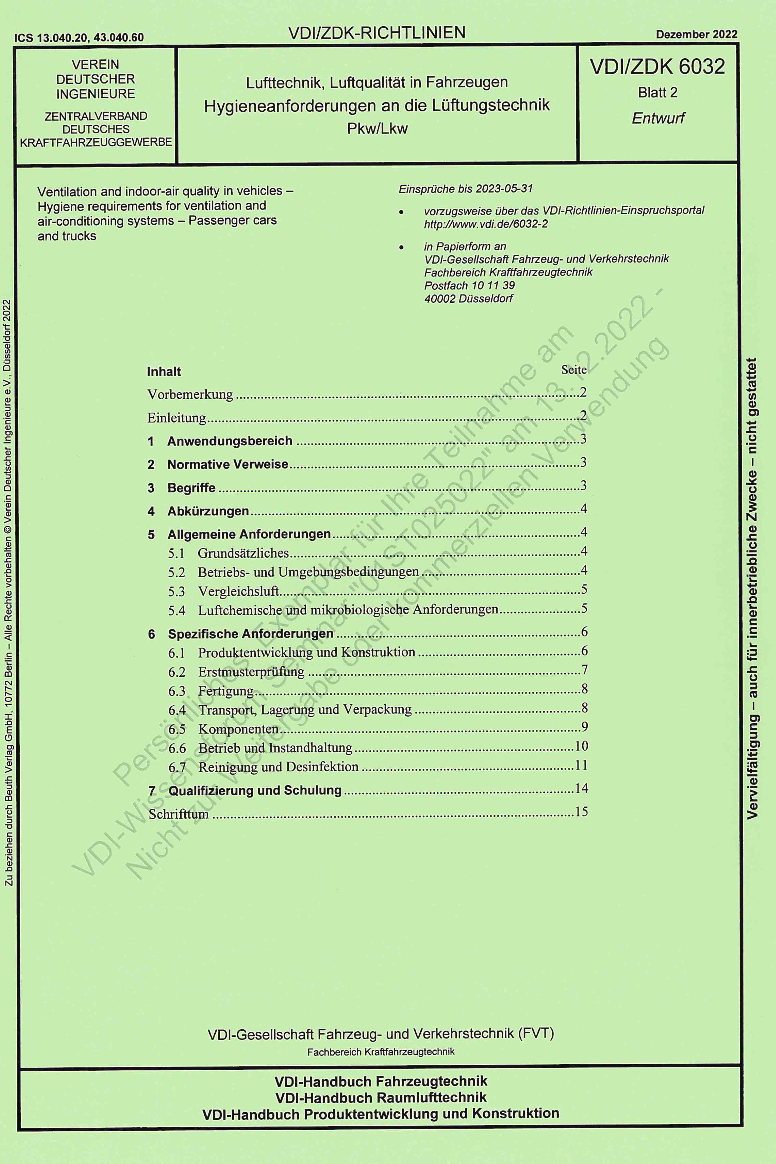
Titelseite der zurückgezogenen VDI / ZDK Richtlinie 6032 Blatt 2 Gründrucks (Entwurf)

Die Richtlinie VDI 6032 zur Hygiene-Anforderung an die Lüftungstechnik in Fahrzeugen zur Personenbeförderung wurde erstmals 2004 vom Verein Deutscher Ingenieure in deutscher und englischer Sprache veröffentlicht. Regelmäßige neue Erkenntnisse und wissenschaftliche Belege zur hygienischen Reinigung von Lüftungsanlagen, den an den Pollenfilter angrenzenden Luftkanälen, des Pollenfiltergehäuses sowie der Klimaanlagenverdampfer veranlassten, dass diese Richtlinie bis heute mehrmals überarbeitet werden musste und immer wieder erweitert worden ist. Der VDI setzt alle fünf Jahre seine Richtlinien auf den Prüfstand und ergänzt bzw. passt diese immer an den derzeit aktuellen Stand der Technik an. 
Im Dezember 2022 hat der VDI die überarbeitete Richtlinie VDI 6032 veröffentlicht. Die aktualisierten technischen Empfehlungen für die Hygieneanforderungen an Lüftungsanlagen in Pkw und Lkw wurden der Automobilbranche als Entwurf im Gründruck vorgestellt. Das Erscheinen dieser speziellen grünen Druckschrift zeigt den Beginn einer sechsmonatigen Frist für Einsprüche aus Fachkreisen an.
Ziel der Richtlinie ist es, Fahrzeugherstellern, Konstruktionsverantwortlichen, Zulieferern, Fuhrparkverantwortlichen, Arbeitgebern und Kfz-Werkstätten wichtige technische Empfehlungen zu geben, um im Einklang mit dem Stand der Technik Innenraumluft-Hygiene oder ganz einfach gesunde Luft in Pkw und Lkw sicherzustellen.

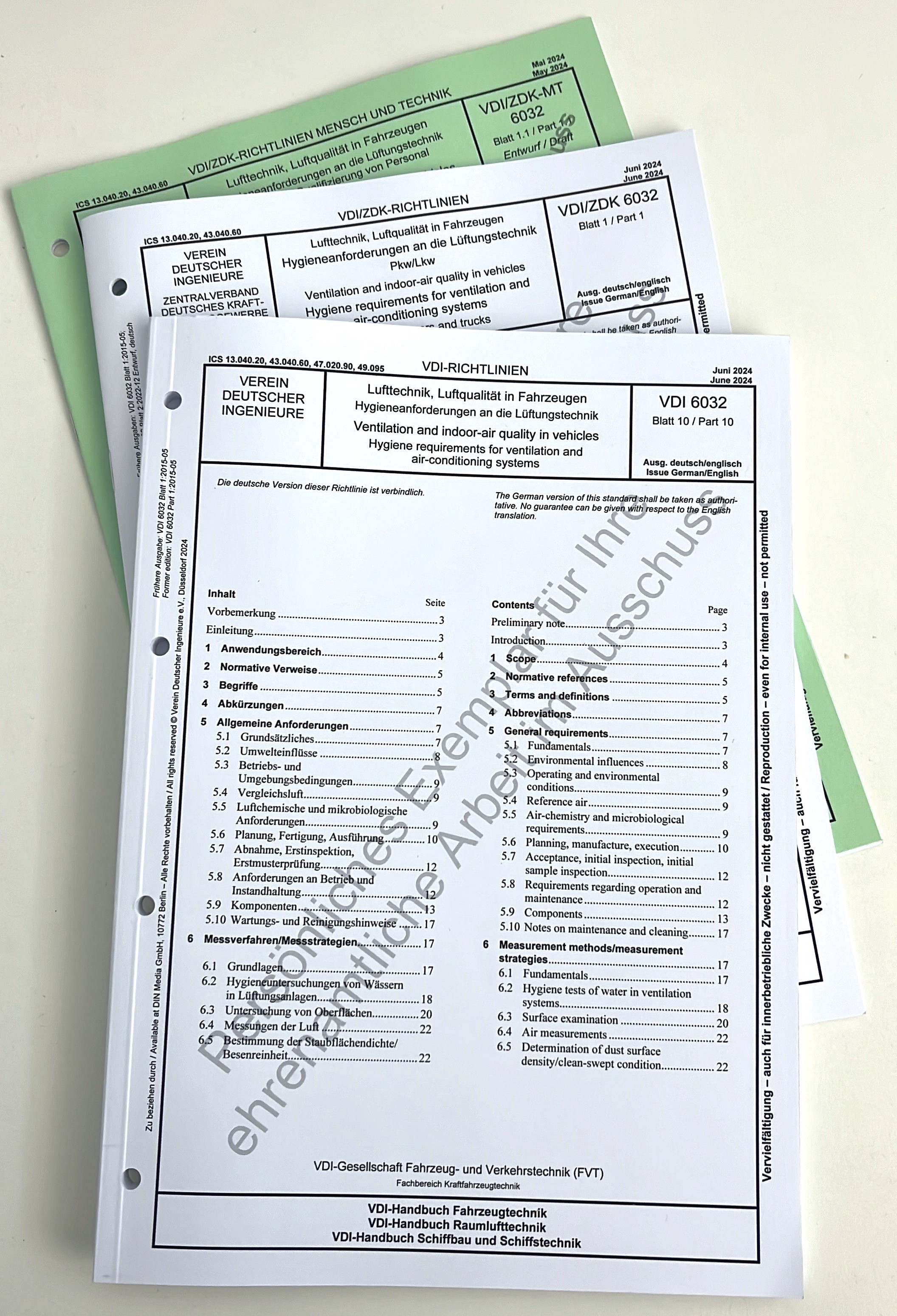
Blatt 10 der VDI 6032 steht über allen Fahrzeuggruppen.

Im Zuge der letzten Aktualisierung wurde der Richtliniensatz neu aufgelegt und beginnt nun mit Blatt 10, welches über allen Fahrzeuggruppen steht.

## VDI 6032 Blatt 10
Als Regelsetzer definiert der VDI in VDI 6032 Blatt 10, welches über allen Fahrzeuggruppen steht, die Themen Lufttechnik, Luftqualität in Fahrzeugen und die Hygiene-Anforderungen an die Lüftungstechnik. VDI/ZDK 6032 Blatt 1, welches die Gruppe Pkw/Lkw konkret behandelt, ist also Blatt 10 unterstellt. Der Richtliniensatz regelt den hygienischen Wartungsablauf von RLT- und Klimaanlagen in Kraftfahrzeugen der Personenbeförderung. Diese Anforderungen dienen in erster Linie dem Gesundheits- und Arbeitsschutz von Personen sowie dem Umweltschutz.
„Die Richtlinie VDI 6032 Blatt 10 gibt Hinweise zur Hygiene bei der Konstruktion, dem Einbau und dem Betrieb von Lüftungsanlagen in Fahrzeugen. Es werden allgemeine Anforderungen und Ziele für alle Fahrzeugtypen beschrieben und in weiteren Abschnitten der Richtlinie nach den Fahrzeugarten Pkw/ Lkw, Bahnen, Schiffe, Flugzeuge und Bus differenziert. Inhaltlich wurden bei der Erstellung der Richtlinie die gesammelten Erfahrungen in der Lufthygiene von Gebäuden und der bisherigen Richtlinie VDI 6032 für Fahrzeuge genutzt.“

### Geltungsbereiche
Da Klimaanlagen die Qualität der Luft von außen nach innen beeinflussen, richtet sich diese Richtlinie sowohl an Fahrzeughersteller, Filterhersteller, Autofahrer (Endkunden), Arbeitsmediziner als auch an Werkstätten, die regelmäßig aufgrund der Wartungsintervalle in Kontakt mit diesem Bauteil kommen. In diesem Zusammenhang werden auch alle hygienischen Wartungs- und Instandhaltungsmaßnahmen definiert, die dem Stand der Technik entsprechen. Der allgemeine Begriff Hygiene wird durch Maßnahmen festgesetzt, die der Verhütung von Krankheiten und der Erhaltung und Festigung der Gesundheit dienen. „Im Interesse einer dauerhaften Sicherstellung der Hygienequalität sind dazu die Inhalte der Hygienekontrollen und Hygieneinspektionen anlagenspezifisch zu integrieren.“ Diese Richtlinie schließt Auto, Lkw, Bus, Bahn, Flugzeuge und Schiffe gleichermaßen ein.

### Hygieneanforderungen

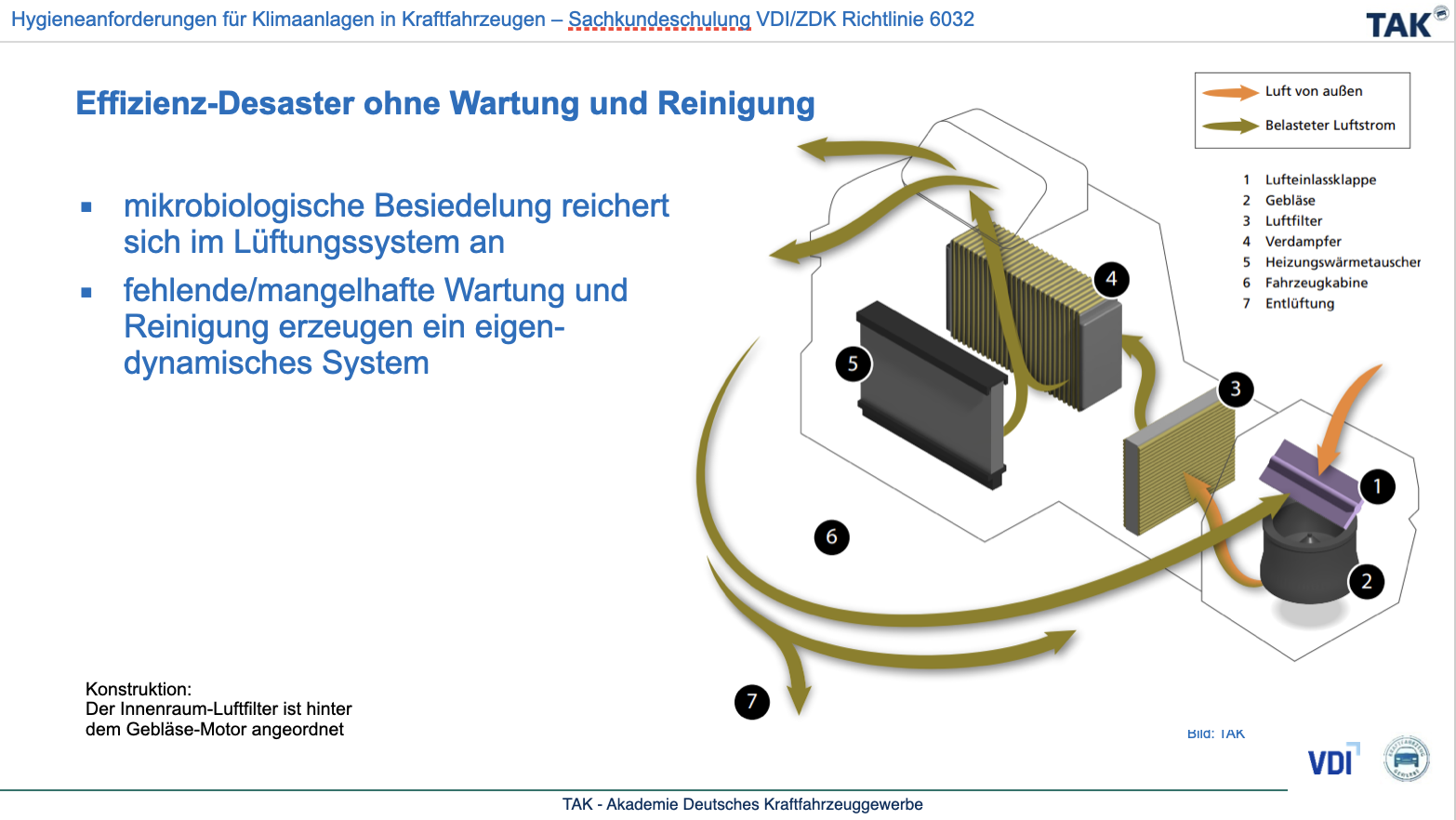
Hygieneanforderungen für Klimaanlagen in Kraftfahrzeugen – Sachkundeschulung VDI/ZDK Richtlinie 6032

An oberster Stelle steht bei der Hygieneanforderung einer raumlufttechnischen Anlage weniger die Klimatisierung von Fahrzeugen an sich, als die allgemeine Sicher- und Gesundheit. So sollen durch deren Funktion neben Wärme vor allem grobe Partikel, Gerüche und auch Feuchtigkeit (keine beschlagenen Scheiben) umgewandelt, gefiltert und abtransportiert werden, damit die Gesundheit der Fahrer und aller Insassen gewährleistet werden kann. Schon bei kleinsten Verschmutzungen auf Grund des normalen Betriebs einer Klimaanlage verschlechtert sich sukzessive die Luftqualität durch den sehr hohen Luftumschlag (die Luftwechselrate im Fahrzeug) erheblich. Demnach wird auch schnell klar, dass es hygienische Anforderungen geben muss, um den für die Gesundheit bestmöglichen Zustand Stand der Technik aufrechtzuerhalten. Hierfür wird auch der Einsatz der für die Gesundheit unbedenklichen Reinigungsmittel und Methoden definiert. „Regelmäßige Wartung, technische Funktionskontrolle und Hygieneüberwachung sind von großer Bedeutung.“ So soll sichergestellt werden, dass nicht noch eine zusätzliche Belastung und Gesundheitsgefährdung durch den Einsatz von falschen Reinigungsmitteln und Methoden entsteht. Gerade sogenannte „Klickdosen“ stellen ein trügerisches Produktversprechen dar. Diese werden in deutschen Kfz-Werkstätten noch zu einer großen Anzahl eingesetzt.  
In der aktuellen Handlungsempfehlung und Hygieneanforderung der im Juni 2024 als Entwurf veröffentlichten Richtlinie VDI/ZDK-MT 6032 Blatt 1.1 zur Qualifikation von Personal haben VDI und ZDK im Zuge der Richtlinienaktualisierung auch eine eigene Feldtestmessung durchgeführt. „Es wurde eindeutig festgestellt, dass Produktversprechen wie „Reinigt die Klimaanlage“ durch die Anwendung der „Klickdosen“ nicht geleistet wurden.“
Die Anforderungen an die Wartung und Reinigung bzw. den Austausch von Bauteilen und Komponenten einer Klimaanlage richten sich in gleichem Maße an alle Fahrzeuge. Sie müssen mit einem geeigneten, passgenauen Luftfilter – auch Pollenfilter genannt – ausgestattet sein. Durch Einbau oder Wechsel des Filters dürfen keine gesundheitsgefährdenden Rückstände verbleiben und auch nicht während des Regelbetriebs freigesetzt werden. Dazu muss das Datum des Einbaus bzw. Wechsels vermerkt werden, um den festgelegten Wartungsturnus nachweisbar darstellen zu können. Gleiches gilt für die digitale Speicherung und Dokumentation dieser Daten.

## VDI/ZDK 6032 Blatt 1

### Pkw- und Lkw-spezifische Anforderungen

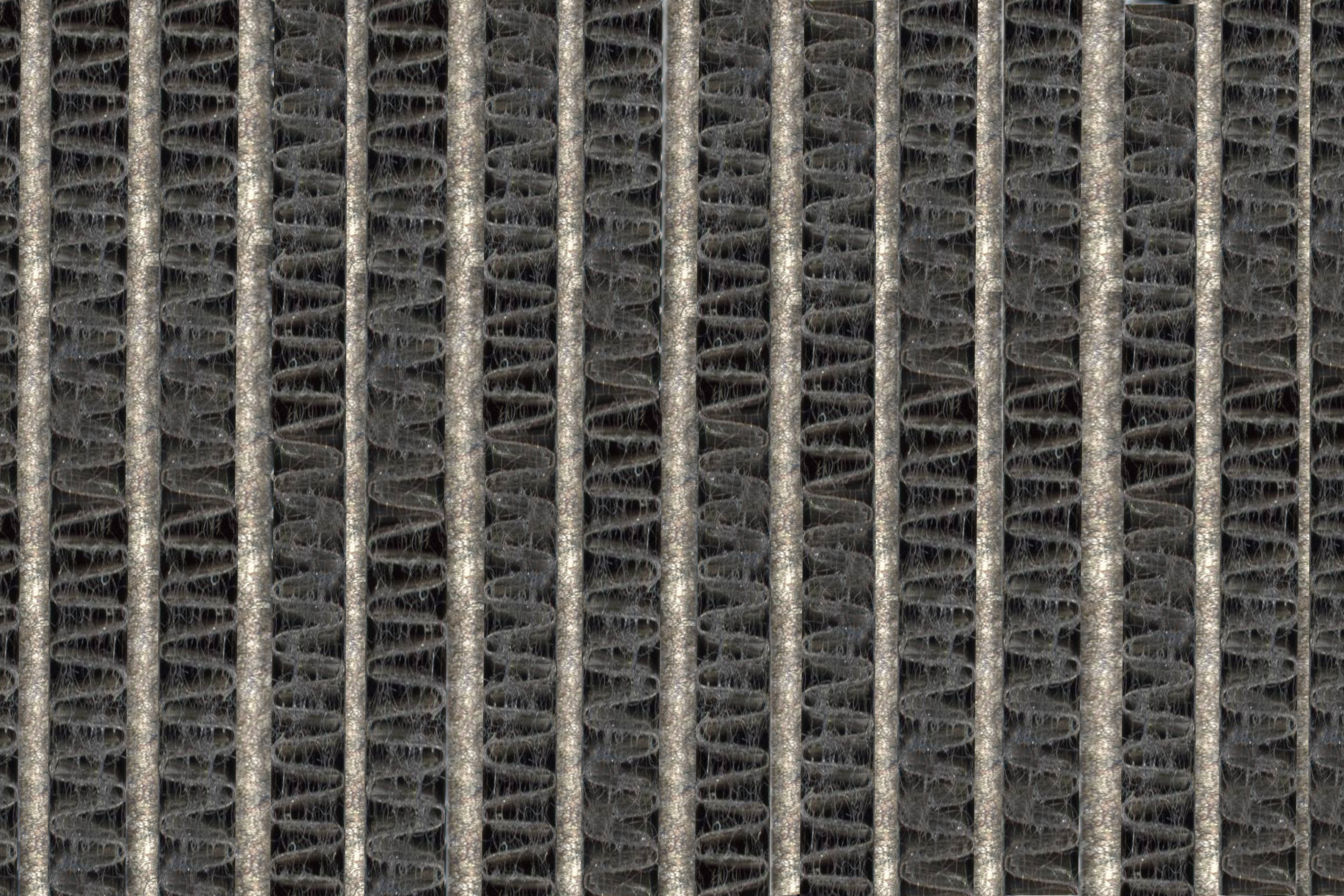
Biowachstum zwischen den Lamellen eines ungereinigten Klimaanlagen-Verdampfers

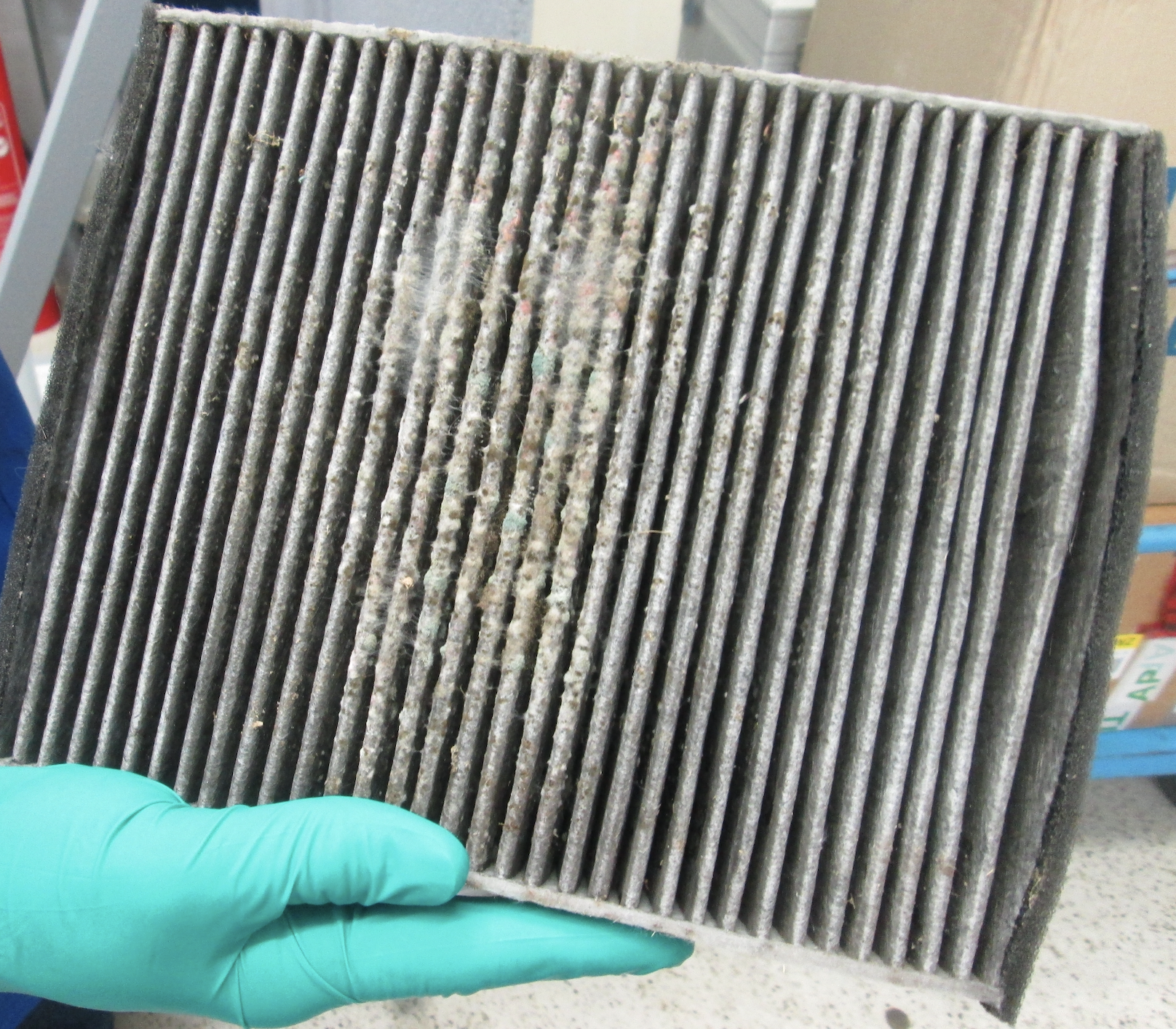
Biowachstum auf Grund versäumter Pollenfilter-Wechselintervalle

Aus Sicht der Autofahrer hat das Wohlergehen der Insassen und Mitfahrer oberste Priorität. Klimaanlagen in Automobilen und Lastkraftfahrzeugen sollen aber auch aus Sicht der Verkehrssicherheit zahlreiche Anforderungen erfüllen. „Bei allen Umgebungs- und Betriebsbedingungen, wie Hitze mit Sonneneinstrahlung und Feuchte, extreme Kälte und Niederschlag, soll die Lüftungsanlage dazu beitragen, die Verkehrssicherheit zu erhöhen.“ (Details hierzu siehe EU-Verordnung Nr. 672/ 2010). Um dieses Ziel aufrechtzuerhalten, ist ein regelmäßiger und sehr hoher Luftaustausch notwendig.
Durch den Dauerbetrieb verunreinigen die Bauteile der Klimaanlage. Das kann wiederum Allergien, Niesanfälle u. ä. auslösen. Eine raumlufttechnische Anlage muss nicht nur Umwelteinflüsse von außen, wie Pollen, Bakterien, Feinstaub und weitere Partikel der Luft filtern, sondern auch mit Einflüssen aus dem Fahrzeuginnenraum, wie Haare von Mensch und Tier, Ausdünstungen, Abrieb von Hautschuppen und von Sitzen fertig werden. Demnach sind über die Dauer hinweg Klimaanlagen stark verdreckt und müssen regelmäßig hygienisch gewartet, gesäubert und professionell gereinigt werden. „Um eine gesundheitlich zuträgliche Zuluftqualität zu erreichen, muss die AC-Anlage in regelmäßigen Intervallen…professionell…gereinigt werden.“ Die VDI-Richtlinie 6032:2015 Blatt 1 beschreibt, dass hierbei ein, in regelmäßigen Intervallen stattfindender, bloßer Austausch des Pollenfilters nicht ausreicht. Die aktuelle Richtlinie VDI/ ZDK 6032:2024 Blatt 1 gibt vor: Es muss alle 12 Monate sowohl der Filter gewechselt, das gesamte Pollenfilter-Gehäuse und die angrenzenden Luftschächte (Filterumgebung) fachmännisch gereinigt werden, um etwaige festsitzende grobe Partikel, Staub usw. zu entfernen, als auch jährliche eine effektive Reinigung des Klimaanlagen-Verdampfers vorgenommen werden, die aus einer mechanischen und chemischen Reinigung besteht. Nur so kann das Lüftungssystem hygienisch gesäubert und von etwaigen Schimmelpilzen, Keimen und Bakterien befreit und damit die Verkehrssicherheit sowie die Gesundheit der Insassen gewährleistet werden. Die bei diesem Vorgehen verwendeten Reinigungslösungen müssen von qualifiziertem Personal angewandt werden, den Anforderungen der VDI 6032 entsprechen, dürfen keine Oberflächen verändern (Aufrauen von PVC-Kanälen, Beschichtungen der Verdampfer zerstören), sowie zum Beispiel Dichtungen beschädigen und müssen auch aus Gründen der Gewährleistung sorgfältig dokumentiert werden, sodass im Schadensfall eine Haftung greifen kann. Verbreitete Methoden wie Ozon, „Klickdosen“, Schäume oder Ultraschallvernebler versprechen die Reinigung von Kfz-Klimaanlagen, aber können dementsprechende Ergebnisse physikalisch nicht leisten. Nur der Einsatz der in der aktuellen Richtlinie von Juni 2024 beschriebenen mechanischen und chemischen Reinigung des Verdampfers und der Pollenfilter-Umgebung wird dem Stand der Technik gerecht und schließt nachhaltig diese Leerstelle der Automobilbranche.

### Bahn-spezifische Anforderungen
Dieser Abschnitt der Richtlinie regelt und unterscheidet die verschiedenen Anforderungen an Lüftungsanlagen im Nah- und Fernverkehr. Das Luftverteilsystem besteht aus Zuluft- und Abluftkanälen. Ein bedeutender Unterschied ist zum Beispiel, dass es in „Fahrzeugen des Hochgeschwindigkeitsverkehrs… zusätzlich Druckschutzeinrichtungen,…“ gibt.
Zudem müssen bei Bahnen auch die verschiedenen Räumlichkeiten (Abteile) jeweils anders behandelt werden. So muss in Bereichen mit belasteter Luft, wie der Galley, auf der Toilette und in den Waschräumen ein Unterdruck im Vergleich zu den Fahrgasträumen herrschen. Ein wichtiger Punkt unterscheidet sich nicht, die hygienische Anforderung an die Luftqualität. Auch diese muss alle Anforderungen dauerhaft zum Gesundheitsschutz der Passagiere und des Personals einhalten. „Die Hygiene-Erstinspektion ist im Zeitraum zwischen 12 und 48 Monaten nach der… Inbetriebnahme durchzuführen.“ Selbstverständlich wird diese ordentlich und nachvollziehbar dokumentiert.

### Schiff-spezifische Anforderungen
Auf dem Wasser und dem Meer kann prinzipiell von guter Luft ausgegangen werden, diese ist dann allerdings Wasser- und bei offenem Seeverkehr salzhaltig. In Häfen wiederum ist ein Schiff Schadstoffbelastungen, Stäuben und Geruch ausgesetzt. Demnach regelt diese Richtlinie auch die Lufthygiene auf Schiffen. „Neben staubabscheidenden Luftfiltern sind beim Auftreten von gesundheitlich bedenklichen gasförmigen Verunreinigungen Gasfilter wie Aktivkohlefilter oder andere gesundheitlich unbedenkliche Gasabscheidemechanismen notwendig.“ Aufgrund der Komplexität reichen hier keine pauschalen Kontrollen. Diese finden allerdings je nach Bauteil und Ort in 3/6/12/24-monatigen Intervallen statt. „Ziel der durchzuführenden Hygienekontrollen ist es, durch häufige Sichtprüfung oder durch stichpunktartige mikrobiologische Kontrollen des Befeuchterwassers Hygienemängel an AC-Anlagen frühzeitig zu erkennen und zu beheben.“ Neben bloßen Sichtprüfungen müssen auf Schiffen auch regelmäßige mikrobiologische Untersuchungen erfolgen. Zuletzt wird jeder Schritt nachvollziehbar und logisch dokumentiert. Nur so kann im Schadensfall eine Haftung greifen.

### Flugzeug-spezifische Anforderungen
Klima- bzw. Lüftungsanlagen in Flugzeugen werden Environmental Control System kurz ECS genannt, da sie im Vergleich zu den vorangehenden Fahrzeugen zusätzlich signifikant andere Aufgaben übernehmen. Flugzeuge bewegen sich in extremen Temperaturschwankungen und stark wechselnden Durckverhältnissen. Am Boden herrscht Hitze aufgrund von Sonneneinstrahlung und Luftfeuchtigkeit, wohingegen in Reiseflughöhe eher trockene Luft und Minusgrade herrschen. Damit „soll das ECS dazu beitragen, die Leistungs- und Konzentrationsfähigkeit des Flugpersonals zu erhalten und das Wohlbefinden der Passagiere zu unterstützen.“ Hierfür zählen ein stets aufrechterhaltener Sauerstoffpartialdruck, der thermische Komfort sowie die Abführung der Stofflasten zu den ECS Aufgaben. Diese dienen vor allem der Sicherheit von Crew und Passagieren.
Hygienekontrollen finden im Rahmen regelmäßiger Hygieneinspektionen statt, um mikrobiellen Befall frühzeitig zu erkennen und behandeln zu können, als auch um Mängel an Bauteilen durch Sichtprüfungen zu erkennen. Anders als bei Kraftfahrzeugen, Bussen, Bahnen und Schiffen, werden bei Flugzeugen bei jeder Inspektion immer alle Bauteile auseinandergebaut. Eine mikrobielle Untersuchung allein ist daher nicht zielführend. Alle Arbeitsschritte auch Desinfektionsmaßnahmen und die Beschaffenheit der einzelnen der Bauteile werden ordnungsgemäß sowie tagesaktuell dokumentiert und aufbewahrt.

### Anforderungen an Planung, Fertigung und Ausführung
Die hygienegerechte Planung von Lüftungsanlagen hat wesentlichen Einfluss auf eine der Gesundheit zuträgliche Raum- und Atemluft. Dafür sind von Entwicklern, Planern, und Konstrukteuren grundlegenden Konstruktionsanforderungen einzuhalten. Zum Beispiel dürfen die verwendeten Materialien im Bereich der luftführenden Oberflächen keine Stoffe in gesundheitsgefährdenden Konzentrationen emittieren. Selbstredend dürfen die Materialien ebenfalls keine Nährböden für Mikroorganismen bilden. Bezüglich der hygienegerechten Planung von Lüftungsanlagen sind von Automobilherstellern insbesondere mit den Zulieferern vom Bauteil Komponenten bestimmte Sauberkeitswerte, bzw. ein Höchstmaß für Verunreinigungen zu definieren und laufend zu überprüfen. Wenn die grundlegende hygienische Sicherstellung bereitgestellter Komponenten vernachlässigt wird, ist es zwecklos, Klimaanlagen konstruktiv und fertigungstechnisch so zu gestalten, dass Schmutzablagerungen vermieden werden.

## Entwurf VDI/ZDK 6032 Blatt 2

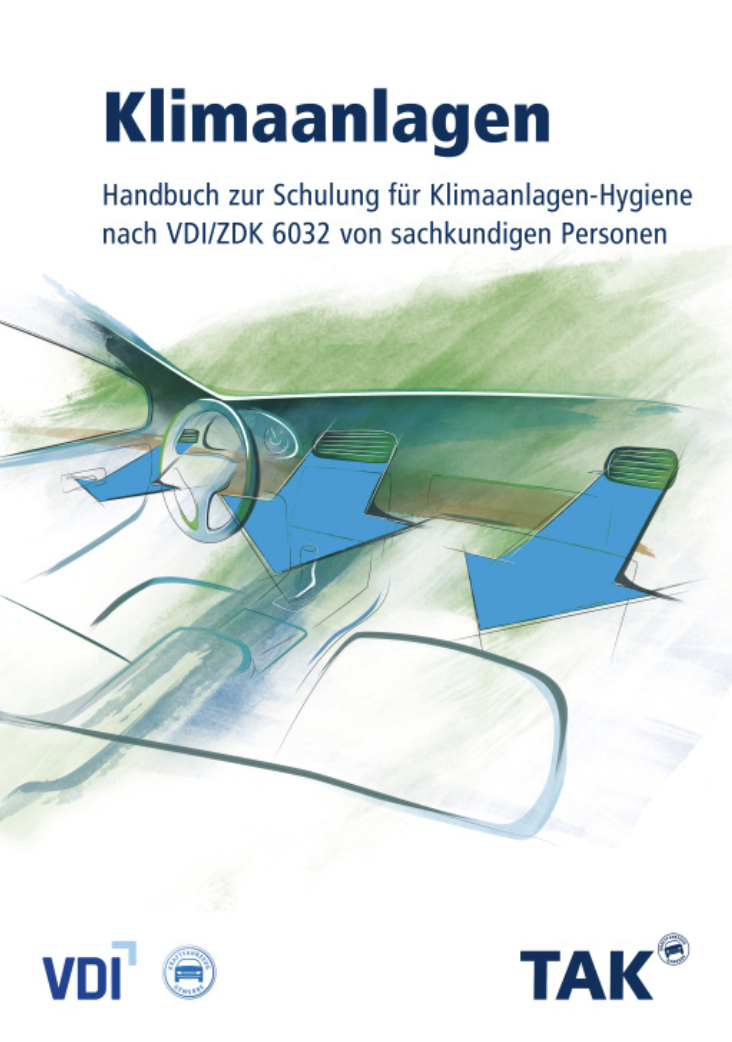
Handbuch zur Schulung für Klimaanlagen-Hygiene nach VDI/ZDK 6032 von Sachkundigen Personen

Zahlreiche Kooperationen unterstützen die aktualisierte Richtlinie. Der wohl wichtigste Anhaltspunkt für veränderte Maßstäbe in der Automobilbranche zeigt sich in der neuen Bezeichnung des technischen Regelwerks: Richtlinie VDI/ZDK 6032. Der Zentralverband Deutsches Kraftfahrzeuggewerbe (ZDK) erkennt gleichermaßen die „Hygieneanforderungen an Lüftungsanlagen in Pkw und Lkw“ an und trägt den Stand der Technik gleichrangig in die Automobilbranche. Damit werden beispielsweise die Hygieneanforderungen der Richtlinie VDI/ZDK 6032 erstmalig zu Aus- und Fortbildungs-Inhalten für das deutsche Kfz-Gewerbe und durchlaufen dafür die Bildungsinhalte-Anforderungen von Bundes-, Landes-Ministerien und Innungen. „Mit der gesundheitsgefährdenden Verschmutzung der Kfz-Lüftungsanlagen geht auch eine Gefährdung des Kfz-Werkstatt-Servicepersonals einher, das im Zuge der Wartungsarbeiten an den kontaminierten Systembauteilen hantiert.“
Nach dem Gründruck und der Einhaltung der Einspruchsfrist wurde der Entwurf VDI/ZDK 6032 Blatt 2 im Juni 2024 zurückgezogen und die neuen gültigen Handlungsempfehlungen als VDI/ZDK 6032 Blatt 1:2024-06 herausgegeben und veröffentlicht. Diese beschreibt `.. welche Anforderungen erfüllt sein müssen, um gesunde Luft im Auto kontinuierlich sicherzustellen.` Das ist der Stand der Technik. `Ziel ist es, über … Weiterbildungsangebote der Kfz-Innungen und Landesfachschulen wichtige Fachkenntnisse zu verankern.`

## VDI-Handlungsempfehlung für die Automobilbranche

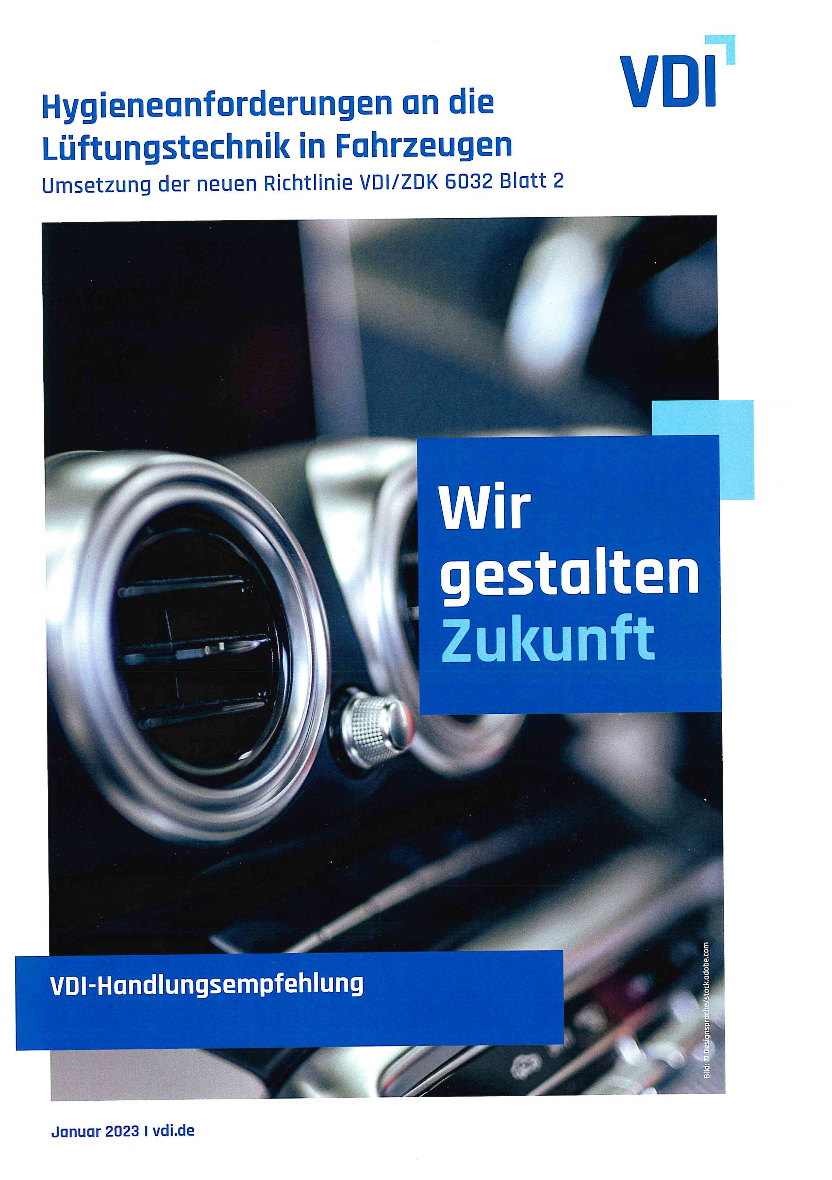
Titelseite der VDI Handlungsempfehlung für Kfz Raumluft Hygiene

Insbesondere die in der Handlungsempfehlung beschriebenen Ursachen für Hygiene-Defizite in Kfz-Klimaanlagen zeigen, dass neue Regeln notwendig sind für eine Branche, deren einzige Hygieneanforderung bisher der Wechsel eines Innenraum-Luftfilters nach 24 bzw. 36 Monaten war. Dementsprechend folgerichtig ist es, dass auf der Basis der aktuellen Richtlinie VDI/ZDK 6032 erstmalig Schulungs- und Weiterbildungsinhalte zu Hygieneanforderungen an die Lüftungstechnik von Kraftfahrzeugen entstehen.
Erst dann an die Gesundheit zu denken, wenn es unangenehm aus der Klimaanlage im Auto riecht, ist deutlich zu spät. Aus diesem Grund behandelt die Handlungsempfehlung des VDI vom Juni 2024 für gesunde Luft im Auto detailliert den Hygieneschwerpunkte Filter und Verdampfer, die allgemeine Hygiene Sicherung, den Gesundheitsschutz am Fahrzeugarbeitsplatz und die Schulung von Werkstattpersonal. Auf dem Gebiet der Lufthygiene in Fahrzeugen gelten die Richtlinie VDI/ZDK 6032 und die DIN 1946-3 als allgemein anerkannte Regeln der Technik. In der rund zweijährigen Überarbeitungszeit für die VDI-Richtlinie 6032 entstanden deshalb neben den Anpassungen an den anerkannten Stand der Technik außerdem auch wichtige ideelle Branchen-Kooperationen, die gemeinsame Hygieneziele für Lüftungsanlagen in Pkw und Lkw uneingeschränkt teilen. Eine Übersicht zu den Kooperationen vom Umweltbundesamt bis zum Normenausschuss Automobiltechnik findet sich ebenfalls in den VDI-Handlungsempfehlungen.